# Pfauen-Haus

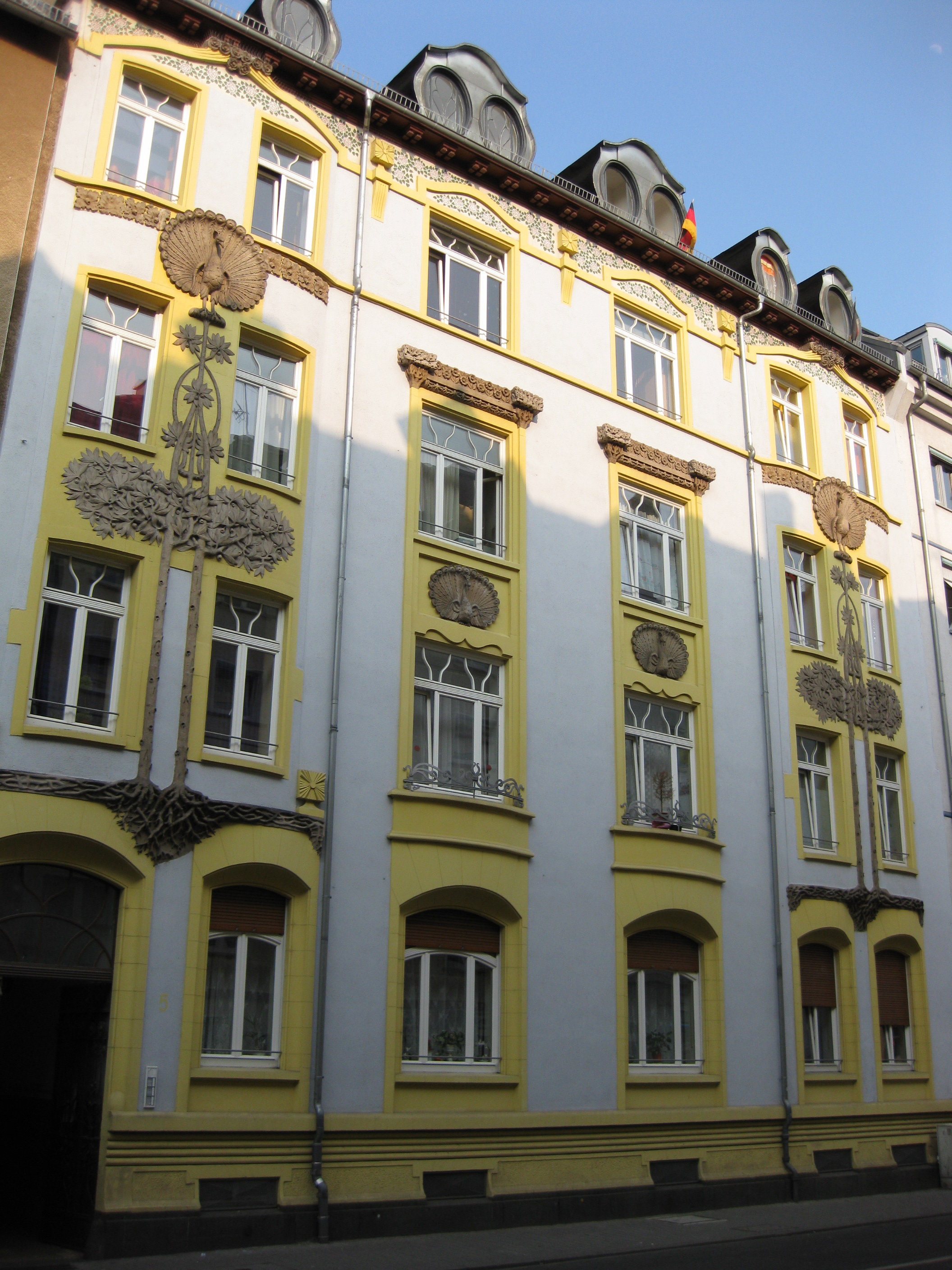
Pfauen-Haus in der Luisenstraße 5

Das als Pfauen-Haus bezeichnete Mehrfamilienwohnhaus Luisenstraße 5 in Offenbach am Main steht unter Denkmalschutz.

## Das Gebäude
Das viergeschossige Mehrfamilienwohnhaus in geschlossener Bebauung wurde 1902–1903 durch den Architekten Karl Steuerwald für den Weißbindermeister Karl Roosen (1858–1910), Sprendlinger Landstraße 19, erbaut.
Das große Haus enthält zwei Wohnungen je Etage, die jeweils drei oder vier Zimmer, Küche, Bad und Toilette haben. Im Dachgeschoss befinden sich zwei weitere kleinere Wohnungen.
Das Haus fällt durch seine schöne Jugendstilfassade mit leicht vorschwingenden seitlichen Risaliten auf. Während das Erdgeschoss mit profiliertem Sockel und reich verziertem eisernem Hoftor relativ schlicht gestaltet ist, ist die Beletage mit konvex geformten Fensterbrüstungen und floralen Fenstergittern an den mittleren beiden Achsen geschmückt. Dort am Brüstungsbereich des zweiten Obergeschosses befinden sich die namensgebenden Pfauen-Reliefs und Verdachungen in floralem, sehr filigran gearbeitetem Flechtwerk. Die beiden Seitenrisalite zeigen Baumreliefs, deren verzweigtes Wurzelwerk über dem ersten Erdgeschoss beginnt. Jeweils zwei hohe schlanke Bäumchen, die sich im zweiten Obergeschoss vereinigen und von einem großen Pfauenrelief bekrönt werden. Hier bildet ein Blattfries den oberen Abschluss. Zusätzlich zeigt das Haus über dem dritten Obergeschoss als Kranzgesims einen floralen gemalten Fries. Das Dach ist mit sehr aufwändig gearbeiteten geschwungenen Gauben mit ovalen Fenstern und Bleiverglasungen mit Blattmotiven dekoriert. Das Wohnhaus zeigt eine für Offenbach einzigartige Baudekoration.
Der Bauherr ließ gleichzeitig auf dem Nachbargrundstück durch den Architekten Max Schroeder ein weiteres Mehrfamilienhaus erbauen. Auch dieses wies prächtigen Fassadenschmuck auf, jedoch war diese Fassade im Stil der Neorenaissance gehalten. Bis zur Zerstörung dieses Gebäudes im Jahr 1944 standen so zwei völlig unterschiedliche Häuser direkt nebeneinander – sozusagen eine „Musterausstellung“ des Weißbinder- und Baudekorationsgeschäfts Karl Roosen.